# Transport Fever
Transport Fever est une série de jeux vidéo de simulation développé par Urban Games. La franchise a été crée en 2014 avec Train Fever.

## Jeux
| 2014 | Train Fever       |
| 2015 |                   |
| 2016 | Transport Fever   |
| 2017 |                   |
| 2018 |                   |
| 2019 | Transport Fever 2 |
| 2020 |                   |
| 2021 |                   |
| 2022 |                   |
| 2023 |                   |
| 2024 |                   |
| 2025 |                   |
| 2026 | Transport Fever 3 |

### Train Fever
Le premier jeu de la série sorti en 2014.

### Transport Fever(2016)
Séquelle annoncé en avril 2016 et sortie le 8 novembre 2016.

### Transport Fever 2
Le jeu est sorti le 11 décembre 2019.

### Transport Fever 3
Le jeu est annoncé le 21 mai 2025.